# بخش یونین (شهرستان شامپاین، اوهایو)
بخش یونین (به انگلیسی: Union Township) یک منطقهٔ مسکونی در ایالات متحده آمریکا است که در شهرستان شمپین، اوهایو واقع شده‌است.
 بخش یونین ۹۷٫۳۵ کیلومتر مربع مساحت و ۲٬۲۱۰ نفر جمعیت دارد و ۳۶۴ متر بالاتر از سطح دریا واقع شده‌است.